# Лисиця Іван Павлович
Іван Павлович Лисиця (? — до 1700) — український політичний діяч, дипломат часів Гетьмана Івана Мазепи.

## Життєпис
Народився в сім'ї брацлавського полковника Павла Лисиці. Після батька став брацлавським полковником. Згодом після падіння правобережного гетьмана Петра Дорошенка Іван Лисиця перебрався на Лівобережжя, де очолив охотницький полк. Був на дипломатичній службі у гетьмана Івана Самойловича, який не раз доручав йому важливі дипломатичні доручення. Брав участь у двох Чигиринських походах.
У листопаді 1685 року, коли до Константинополя поїхало московське посольство на чолі з Микитою Алексєєвим для переговорів з патріархом про підпорядкування Київської митрополії Московському патріархату, Самойлович відправив разом з ним свого дипломата Івана Лисицю, з проханням з вищезгаданого приводу. Крім того, зустрічався з султаном у справі повернення українських полонених.

## На службі в гетьмана Мазепи
У 1687 році, як значний військовий товариш брав участь в усуненні гетьмана. Він підписав Коломацькі статті, після чого зблизився з Іваном Мазепою, передавши йому приховані скарби Івана Самойловича.
20 липня 1689 року, вирушаючи до Москви, гетьман відправив у полки з Іваном Лисицею універсал, у якому закликав козаків та простолюддя під час його відсутності зберігати спокій. У лютому 1690 року гетьман відправив Івана Лисицю до Москви у справі Соломона з листом від Йосипа Шумлянського. 29 червня 1694 року Івану Лисиці гетьман доручав очолити і українське посольство до Петра І з нагоди його дня народження. У проїзних документах він значився як полковник. Під час військових походів другої половини 1690-х рр. можливо помер, або загинув.

## Сім'я
- Син Яків Іванович, вступив у 1699 р. до Києво-Могилянського колегіуму. У 1712 р. прийняв чернечий постриг і з 1716 р. викладав граматику у Києво-Могилянській академії.
- Мав двох дочок.